# Nagy István (lelkész, 1861–1939)
Nagy István (Bajj, 1861. augusztus 2. – Kisújszállás, 1939. június 16.) református lelkész.

## Élete
Nagy Dániel református tanító és Bán Borbála fia. A nagyszalontai gimnáziumban tanult, az V. és VI, osztályt a mezőtúriban, a felsőbbeket és a teológiát a debreceni református kollégiumban végezte. Első papi vizsgáját 1885. áprilisban tette le; ezután segédlelkészi minőségben Biharmezőkeresztesen nevelő volt Ercsey Dezső főszolgabíró házánál. 1887. szeptember 1-től 1889. június végeig helyettes tanár volt a karcagi algimnáziumban. Segédlelkész volt Darvason és Kismarján. 1889. november elején Nagyváradon lett rendes lelkész; innét az erdélyi Harasztosra választatott meg szintén lelkésznek és állását 1891. március 27-én foglalta el; 1901. október 3-án pedig Kémerre (Szilágy megye) ment papnak.
Cikkeket írt a Debreczeni Prot. Lapba (1889., 1893., 1898-1902), a Népiskolai Közlönybe (1889.), a Prot. Egyh. és Iskolai Lapba (1892. Észrevételek az egyházi törvényjavaslatra, Az evangelizatió munkásai), a Téli Ujságba (1892.), a K. Tóth K. által szerk. Kalászokba (1894.), a kolozsvári Prot. Közlönybe (1894., 1896-1897.), a bpesti Kis-Tükörbe (1894.), a Magyar Szóba (1902. 61. sz. A református énekeskönyv megujítása), a Szilágy-Somlyóba (1902. 22. sat. szám A protestantizmus lényege) sat.

## Munkái
- Kazinczy és Debreczen. Karczag, 1888.
- Az imádkozó ember. Imádságok és elmélkedések, az Istent kereső lélek gondolatai. Mező-Túr, 1898. (Ism. Prot. Szemle).